# Elisabeth Marschall
Elisabeth Marschall (* 27. Mai 1886 in Meiningen; † 2. Mai 1947 in Hameln) war eine deutsche Oberschwester im KZ Ravensbrück.

## Leben
Elisabeth Marschall, gelernte Krankenschwester und seit 1909 in ihrem Beruf tätig, trat zum 1. Januar 1931 in die NSDAP ein (Mitgliedsnummer 472.827). Bevor sie im April 1943 in das KZ Ravensbrück strafversetzt wurde, arbeitete sie als Oberschwester eines Krankenhauses der Reichswerke Hermann Göring nahe Braunschweig. Nach Kriegsende gab sie vor Gericht an, zwei ebenfalls in diesem Krankenhaus arbeitenden französischen Kriegsgefangenen Mitte 1942 Lebensmittel gegeben zu haben. Zudem habe sie sich mit den Häftlingen in französischer Sprache unterhalten, die sie aufgrund eines Auslandsaufenthaltes in Lausanne 1914 beherrschte. Sie sei daraufhin denunziert und von der Gestapo verhört und beschuldigt worden, dem deutschen Volk Lebensmittel vorenthalten zu haben.
Am 13. April 1943 wurde Marschall Oberschwester im Frauen-KZ Ravensbrück und blieb dies bis zur Evakuierung des Lagers im April 1945. Marschall, die kranken und schwangeren Häftlingsfrauen Hilfeleistungen verweigerte, wurde nach Kriegsende im Hamburger „Curiohaus“ vor einem britischen Militärgericht  im ersten Ravensbrück-Prozess wegen der Misshandlung von Alliierten Staatsangehörigen angeklagt. Ihr Urteil vom 3. Februar 1947 lautete auf „Tod durch den Strang“.
Das Urteil wurde am 31. März 1947 bestätigt und am 2. Mai 1947 morgens um 9.31 Uhr im Zuchthaus Hameln vollstreckt.